# 全球語 (内里埃)
全球语（英文名為 Globish (Nerriere)）是全球 global 和英语 English 两个英文单词組成的缩合新词。該語言是由法国人讓-保羅·内里埃（Jean-Paul Nerrière，曾任職美国 IBM 的副总裁）以英语为基础创造的一套较易掌握的语言，旨在方便沟通。这套语言弃用所有成语和惯用语，仅运用 1500 个英文词汇，使用短句和基本语法，加上大量的手势或重复说话，即可表达所有意思。

## 使用规则
1. 只用全球语用语汇编的单词
2. 句子保持简短扼要
3. 重复自己说的话
4. 不用比喻和绘声绘色的用语
5. 弃用否定问句
6. 避用风趣幽默的语句
7. 摒弃首字母缩拼词
8. 运用手势或图像

## 例子
1. 不要说 siblings（兄弟姊妹），说 the other children of my mother and father（我父母的其他孩子）
2. 不要说 eerie（令人大惑不解），说 strange（奇怪）
3. 不要说 a bun in the oven（梦熊之兆），说 pregnant（怀孕）
4. 可不說 nephew（姪子），可說 the son of my brother（我兄弟的兒子）。

## 另見
- 基本英语
- Engrish
- 英語種類列表
- 世界語
- 国际辅助语
- 人造語言

## 外部連結
- original article by M. N. Gogate on Globish（页面存档备份，存于）（英文）
- Interview with Jean-Paul Nerrière(author of Parlez Globish)（英文）（法文）
- Nerrière's Globish site（页面存档备份，存于）（法文）
- Globish vocabulary (PDF)（页面存档备份，存于） (1500 words; from Nerrière's site)（英文）
- Yvan Baptiste's site about Nerrière's Globish（页面存档备份，存于） (in French; gives pronunciations for the 1500 words)（法文）
- Article in the International Herald Tribune（页面存档备份，存于） (published April 22 2005; with comments from Nerrière)（英文）
- Critical comments on Globish in the article Globish and Basic Global English (BGE)（页面存档备份，存于）, published in the Journal for EuroLinguistiX（页面存档备份，存于）（英文）
- So, what's this Globish revolution?（页面存档备份，存于） Guardian Unlimited December 3 2006（英文）